# Božetjeh
Ban Božetjeh ili Božeteh bio je hrvatski ban spominje se u prijepisu Povelje kralja Petra Krešimira iz 1067./1068. godine. 
| Prethodnik: | Banovi Hrvatske Božetjeh (11.st -11.st) | Nasljednik:           |
| Gvarda      | Banovi Hrvatske Božetjeh (11.st -11.st) | Stjepan (protospatar) |